# Luftkissen-Wagenheber
Ein Luftkissen-Wagenheber oder Ballonwagenheber ist ein Sack aus reißfestem Kunststoff, mit dem man ein Fahrzeug zu Reparatur- oder Wartungsarbeiten anheben kann, indem man den Sack über einen Schlauch mit den Abgasen eines Motors (Auspuff) befüllt.
Der Vorteil eines Luftkissen-Wagenhebers ist, dass er verhältnismäßig schnell und ohne Kraftanstrengung den Wagen anhebt, auch werden Beschädigungen des Fahrzeuglacks vermieden. Ebenso ist eine Anwendung bei unebenen Böden von Vorteil, da sich der Luftkissen-Wagenheber aufgrund des flexiblen Materials dem Untergrund anpasst.
Nachteilig ist, dass der Sack bei spitzen Gegenständen am Fahrzeug oder auf dem Boden beschädigt werden kann. Ein weiterer Nachteil ist, dass der Schlauch von dem Auspuff abrutschen kann. Der Wagen muss daher bei Reparaturen immer zusätzlich gesichert werden.
Ein weiterer Vorteil ist der geringe Bodendruck, der es erlaubt, das Luftkissen auch auf weichen Böden (Sand, Morast) einzusetzen, bspw. zum Unterlegen von Sandblechen. Ebenfalls hervorgehoben wird das relativ geringe Gewicht des Luftkissenhebers verglichen mit einem Metallwagenheber.